# Steve Morabito

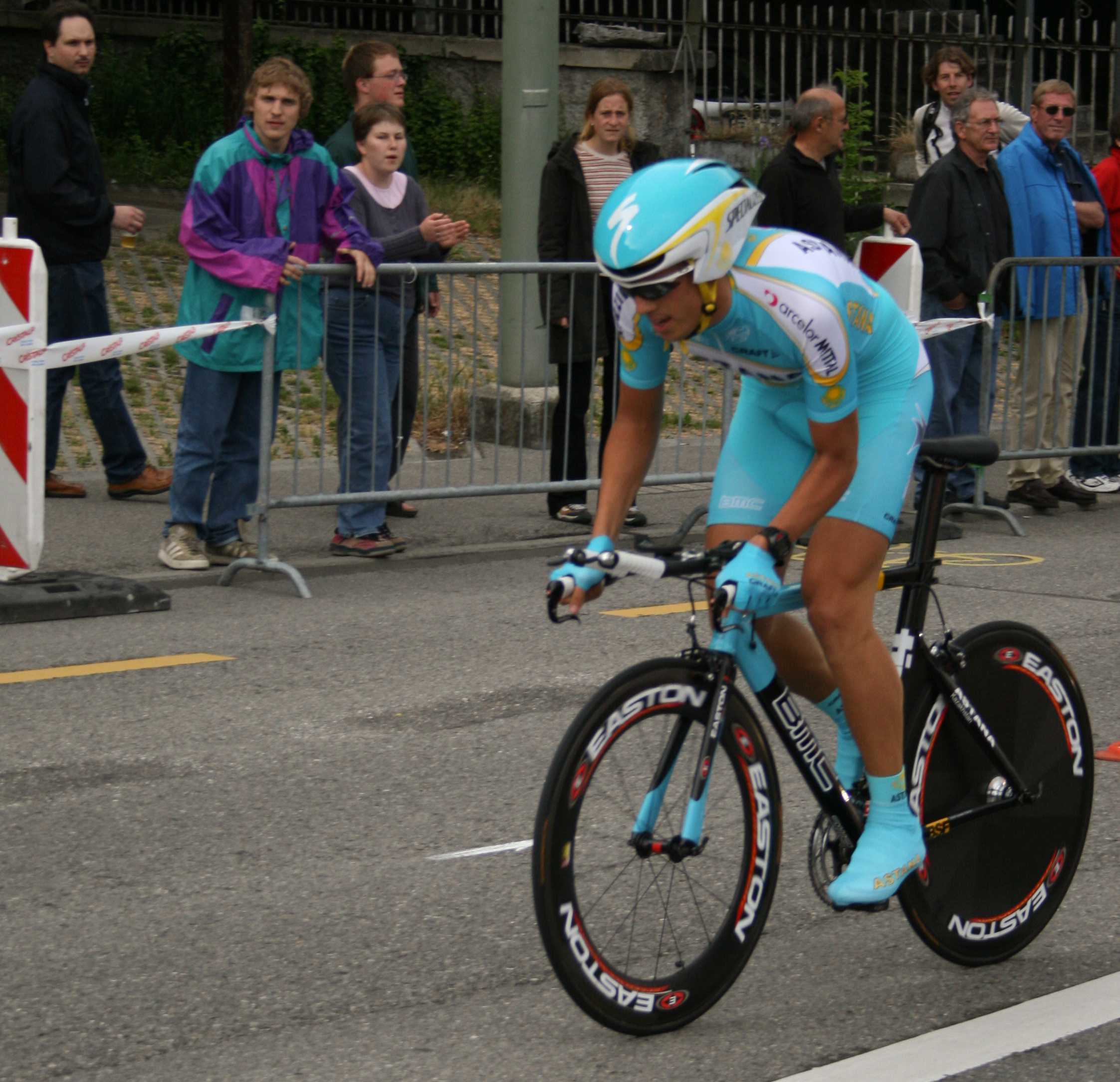
Morabito tijdens de proloog van de Ronde van Romandië in 2007

Steve Morabito (Monthey, 30 januari 1983) is een Zwitsers wielrenner die anno 2019 rijdt voor Groupama-FDJ.
Hij begon zijn profloopbaan bij Phonak Hearing Systems in 2006. In zijn debuutjaar won hij meteen een rit in de Ronde van Zwitserland door in de spurt Jurgen Van Goolen te verslaan. Zijn ploeg hield eind 2006 echter op met bestaan. Morabito kon voor twee jaar tekenen bij Astana. In oktober 2007 was hij goed op dreef in de Herald Sun Tour. Morabito won eerst de vierde rit - een bergachtige etappe - en schreef twee dagen later ook de korte tijdrit in en om Melbourne op zijn naam.
Na vijf seizoenen bij BMC Racing Team vertrok Morabito in 2015 naar FDJ.
In 2016 nam Morabito deel aan de wegwedstrijd op de Olympische Spelen in Rio de Janeiro, maar reed deze niet uit. In 2018 werd hij kampioen van Zwitserland op de weg.

## Overwinningen
2006
5e etappe Ronde van Zwitserland
2007
4e en 6e etappe Herald Sun Tour
2014
1e etappe Ronde van Trentino (ploegentijdrit)
2018
 Zwitsers kampioen op de weg, Elite

## Resultaten in voornaamste wedstrijden
| Jaar | Ronde van Italië | Ronde van Frankrijk | Ronde van Spanje |
| ---- | ---------------- | ------------------- | ---------------- |
| 2006 |                  |                     | 84e              |
| 2007 | 83e              |                     |                  |
| 2008 | opgave           |                     |                  |
| 2009 | 88e              |                     |                  |
| 2010 |                  | 51e                 |                  |
| 2011 |                  | 49e                 |                  |
| 2012 |                  |                     | 35e              |
| 2013 | 34e              | 35e                 |                  |
| 2014 | 25e              |                     | opgave           |
| 2015 |                  | opgave              |                  |
| 2016 |                  | 36e                 |                  |
| 2017 | 53e              |                     |                  |
| 2018 | 79e              |                     |                  |
| 2019 |                  |                     | 67e              |

| Jaar | Amstel Gold Race | Luik-Bast.‑Luik | Ronde van Lombardije | Waalse Pijl | Parijs-Tours |  | WK op de weg |  | Wereldranglijsten |
| ---- | ---------------- | --------------- | -------------------- | ----------- | ------------ |  | ------------ |  | ----------------- |
| 2006 |                  | 87e             | 78e                  | 104e        |              |  |              |  | 180e (UPT)        |
| 2007 |                  |                 |                      |             |              |  |              |  |                   |
| 2008 | 36e              |                 |                      |             |              |  |              |  |                   |
| 2009 |                  |                 |                      |             |              |  |              |  |                   |
| 2010 | 90e              | 53e             | opgave               | 93e         |              |  | 59e          |  | 77e (UWK)         |
| 2011 |                  |                 | opgave               |             |              |  |              |  |                   |
| 2012 |                  |                 | opgave               |             |              |  | 66e          |  |                   |
| 2013 |                  |                 |                      |             |              |  |              |  |                   |
| 2014 |                  |                 | 60e                  |             | 94e          |  |              |  | 90e (UWT)         |
| 2015 |                  |                 |                      | 22e         |              |  |              |  | 119e (UWT)        |
| 2016 |                  | 66e             | opgave               |             |              |  |              |  | 152e (UWT)        |
| 2017 |                  |                 | opgave               |             |              |  |              |  | 329e (UWT)        |
| 2018 |                  |                 |                      |             |              |  | 60e          |  |                   |
| 2019 |                  |                 | 90e                  |             |              |  |              |  |                   |

## Ploegen
- 2006 –  Phonak Hearing Systems
- 2007 –  Astana
- 2008 –  Astana
- 2009 –  Astana
- 2010 –  BMC Racing Team
- 2011 –  BMC Racing Team
- 2012 –  BMC Racing Team
- 2013 –  BMC Racing Team
- 2014 –  BMC Racing Team
- 2015 –  FDJ
- 2016 –  FDJ
- 2017 –  FDJ
- 2018 –  Groupama-FDJ
- 2019 –  Groupama-FDJ